# Endivien-Habichtskraut
Das Endivien-Habichtskraut (Schlagintweitia intybacea (All.) Griseb., Syn.: Hieracium intybaceum All.), auch Weißliches Habichtskraut oder Zichorien-Habichtskraut genannt, ist eine Pflanzenart aus der Gattung Schlagintweitia innerhalb der Familie der Korbblütler (Asteraceae).

## Beschreibung

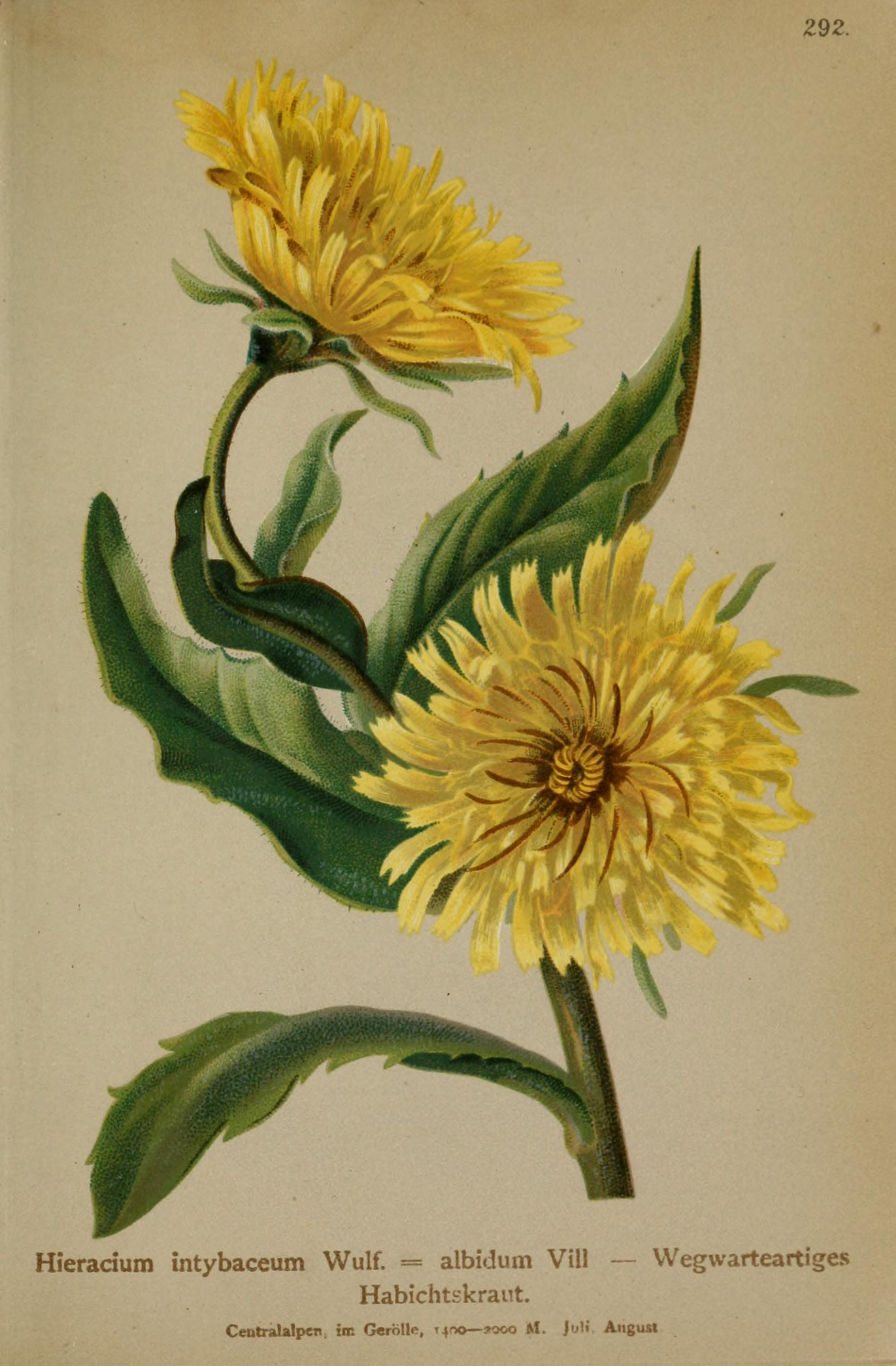
Illustration aus Atlas der Alpenflora, Tafel 292

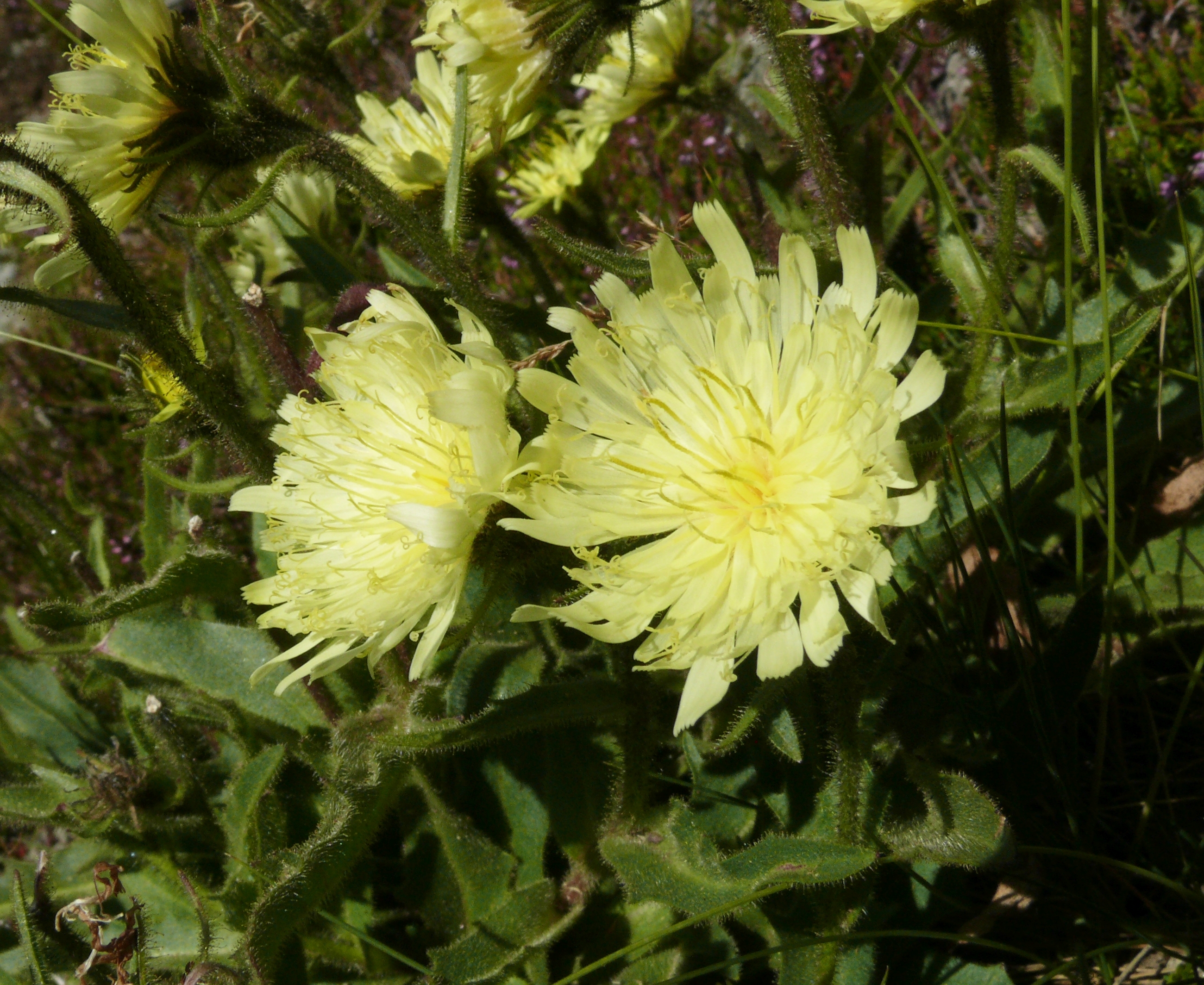
Blütenkörbchen

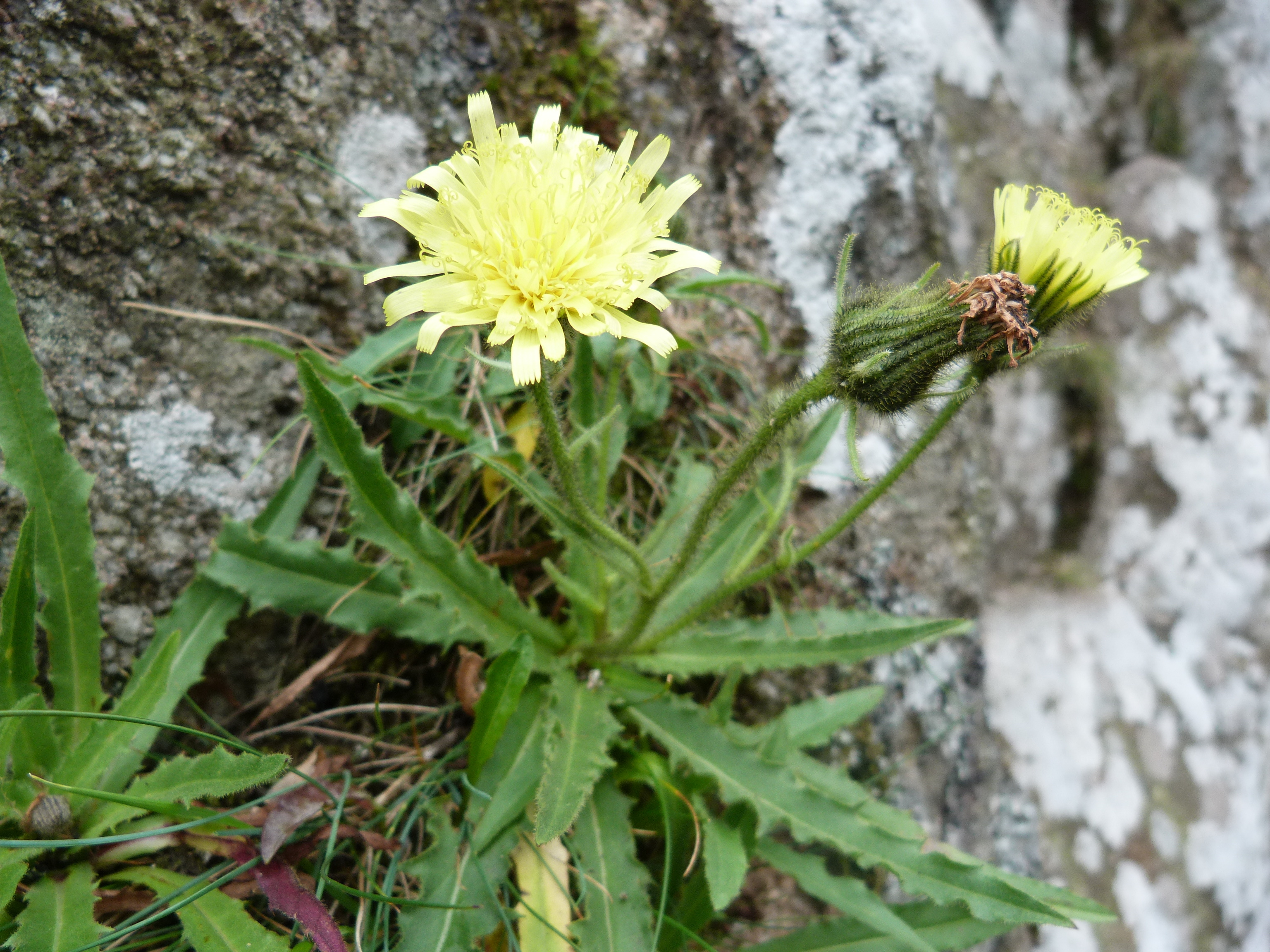
Endivien-Habichtskraut in den Vogesen

### Vegetative Merkmale
Das Endivien-Habichtskraut wächst als überwinternd grüne, ausdauernde krautige Pflanze und erreicht Wuchshöhen von 5 bis 30 Zentimetern. Sie führt Milchsaft und ist klebrig sowie stark duftend. Der einfache oder schon im unteren Drittel gabelig verzweigte Stängel besitzt keine einfachen Haare (Trichome).
Grundblätter fehlen. Die Laubblätter an der Stängelbasis stehen oft eng zusammen und bilden so eine Scheinrosette und am Stängel verteilt sind 10 bis 15 (7 bis 20) Stängelblätter wechselständig angeordnet. Die Blattspreiten der Stängelblätter sind im Umriss lanzettlich bis zungenförmig-linealisch, mit verschmälerter oder gerundeter Basis halb stängelumfassend sitzend, buchtig gezähnt bis fiederlappig, mehr oder weniger wellig, beiderseits durch zahlreiche Drüsenhaare klebrig, ohne einfache Haare und ohne Sternhaare.

### Generative Merkmale
Die Blütezeit reicht von Juli bis September. Auf dem Stängel stehen endständig einzeln oder zu zweit bis dritt, selten bis zu siebt in einem lockeren, traubigen Gesamtblütenstand die körbchenförmigen Teilblütenstände. Unter den Blütenkörbchen befinden sich schüttere Sternhaare und reichlich lange Drüsenhaare, durch die diese Bereiche klebrig sind. Die 14 bis 18 Millimeter langen Hüllblätter sind dicht mit Drüsenhaaren (Trichomen), ohne einfache Haare oder Sternhaare; die äußeren Hüllblätter sind abstehend sowie hellgrün. Der Körbchenboden besitzt keine Spreublätter, aber eine wabige Struktur und ist oft mehr oder weniger dicht und deutlich behaart. Die Blütenkörbchen besitzen – mit den ausgebreiteten Blüten gemessen – einen Durchmesser von 2,5 bis 4 Zentimeter. Die Blütenkörbchen enthalten nur gelblich-weiße Zungenblüten.
Die 3 Millimeter langen Achänen besitzen einen einreihigen, schmutzigweißen Pappus, dessen Haare bei Druck auf ihre Spitze brüchig werden. 

### Chromosomensatz
Die Chromosomengrundzahl beträgt x = 9; es wurde Diploidie und Triploidie mit einer Chromosomenzahl von 2n = 18 oder 27 ermittelt.

## Vorkommen und Gefährdung
In Mitteleuropa findet man das Endivien-Habichtskraut in den Vogesen und den Kalkalpen vereinzelt; in den Zentral- und Südalpen zerstreut, bevorzugt in Höhenlagen von 1500 bis 2700 Metern. In den Allgäuer Alpen steigt sie im Tiroler Teil auf der Rothornspitze bis zu einer Höhenlage von 2200 Metern auf.
Die Gefährdung nach Roter Liste der gefährdeten Pflanzenarten Deutschlands wird 2018 mit R = „extrem selten“ bewertet, allerdings gelten die Bestände als gleichbleibend. In Bayern sind nur zwei Fundorte in den Allgäuer Alpen bekannt.
Das Endivien-Habichtskraut gedeiht am besten auf kalkarmem, humusreichem, steinigem Untergrund. Es besiedelt steinig-lückige, alpine Rasen und Matten, Ruheschutt, seltener Geröll, Felsspalten oder steinige Zwergstrauchbestände. Das Endivien-Habichtskraut kommt in Pflanzengesellschaften des Verbands Androsacion vandellii vor.
Die ökologischen Zeigerwerte nach Landolt et al. 2010 sind in der Schweiz: Feuchtezahl F = 2 (mäßig trocken), Lichtzahl L = 4 (hell), Reaktionszahl R = 2 (sauer), Temperaturzahl T = 2 (subalpin), Nährstoffzahl N = 2 (nährstoffarm), Kontinentalitätszahl K = 4 (subkontinental).

## Taxonomie
Die Erstveröffentlichung erfolgte 1773 unter dem Namen (Basionym) Hieracium intybaceum durch Carlo Allioni in Auctarium ad Synopsim Methodicam Stirpium Horti Reg. Taurinensis 19. Die Neukombination zu Schlagintweitia intybacea (All.) Griseb. wurde 1853 durch August Heinrich Rudolf Grisebach in Abhandlungen der Königlichen Gesellschaft der Wissenschaften zu Göttingen, Band 5, S. 156 veröffentlicht. Weitere Synonyme für Schlagintweitia intybacea (All.) Griseb. sind:  Hieracium albidum Vill., Hieracium tubulosum Lam. Das Artepitheton intybacea bedeutet „wegwarten-ähnlich“. 